# Нецени (Бистрица-Насауд)
Нецени (рум. Nețeni) насеље је у Румунији у округу Бистрица-Насауд у општини Маришелу. Oпштина се налази на надморској висини од 382 m.

## Становништво
Према подацима из 2002. године у насељу је живело 41 становника, од којих су сви румунске националности.